# Антонен Мањ
Антонен Мањ (фр. Antonin Magne; 15. јануар 1904 — 8. септембар 1983) је бивши француски професионални бициклиста у периоду од 1927. до 1939. године. Мањ је двоструки шампион Тур де Франса, а 1936. године, освојио је светско првенство у друмској вожњи.

## Каријера
Антонен Мањ је почео професионалну каријеру 1927. године, када је, заједно са Андреом Ледиком учествовао на Тур де Франсу као део Француског националног тима. Мањ није имао среће јер је падао неколико пута, али је освојио шесто место и победио на етапи 14. Наредне године завршио је на истом месту, само овога пута са две етапне победе. 1929. Мањ је завршио Тур на седмом месту. 1930. освојио је треће место на Париз—Рубеу, а затим је треће место освојио и на Тур де Франсу, уз једну етапну победу.
Године 1931, Мањ је остварио највећи успех у каријери, освојио је Тур де Франс. Трка је била толико напорна, а Мањ толико исцрпљен да није учествовао наредне године, возио је Ђиро д’Италију и завршио је на 34 месту. Вратио се на Тур 1933. али само да би освојио осмо место.
Године 1934, Мањ је освојио Тур по други пут, победио је на две етапе и у жутој мајици је провео 23 дана, био је лидер од друге етапе. Имао је превише јак тим. Од 23 етапе, његов тим је победио на 19. Његове наде о освајању Тура чиниле су се завршеним када је сломио точак на успону у Пиринијема, али га је спасао најмлађи возач у тиму, Рене Вијето, који му је дао сопствени точак, иако је био на трећем месту. Следећег дана, Мањ је опет био у проблему, Вијето који је био испред њега на успону, вратио се и видео је да његов лидер чека точак, опет му је дао свој, па се склонио са стране да чека точак за себе. Мањ је освојио Тур доминантно, али је Вијето, који је завршио пети на крају, био херој. Мањ је био први возач који је освојио хронометар на Туру. Исте године освојио је Гран при десет нација, трку коју су сматрали незваничним светским првенством у вожњи на хронометар. Гран при десет нација је освојио још 1935. и 1936. године.
Године 1935, морао је да се повуче са Тура током етапе седме етапе, а 1936. освојио је друго место, уз једну етапну победу. Након Тура, освојио је светско првенство. Задњи Тур де Франс возио је 1938. и завршио га је на осмом месту.

## Крај каријере и смрт
Антонен Мањ је завршио каријеру 1939. године. након чега је био спортски директор у Меркје тиму. Сматран је најбољим спортским директором у спорту уопште, возачи су га поштовали и звали га господин Мањ. Као спортски директор имао је успеха са Луизоном Бобеом и Ремоном Пулидором пре свих. Године 1970. повукао се са функције.
Мањ је већи део живота провео у граду Гарган, близу Париза. Умро је 1983, а Тур је 2004. обележио сећање на њега завршетком етапе у том граду.